# Độ mở
Trong quang học, độ mở (aperture) là đại lượng biểu diễn độ chắn sáng dùng để điều chỉnh lượng ánh sáng truyền qua.

## Định nghĩa
Trong quang học, để điều chỉnh lượng ánh sáng, người ta dùng các vật dạng tấm để hấp thụ ánh sáng, hoặc các tấm chắn chỉ để cho một phần ánh sáng truyền qua, hoặc mở một lỗ nhỏ. Đáp ứng với ba yếu tố trên, những vật màu đen được dùng để hấp thụ ánh sáng, những lỗ mở được thiết kế sao cho chu vi của nó có thể dễ dàng được thay đổi bằng cách xếp các tấm mỏng nằm đè lên nhau như dạng nón. Đa số các lỗ mở có dạng hình tròn hoặc hình đa giác. Và để biểu diễn độ lớn cho các độ mở của ống kính, người ta dùng hệ số F.